# Замок Рослі

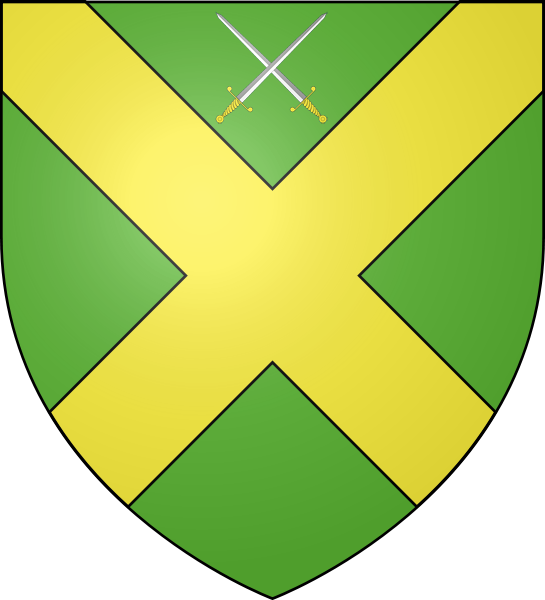
Герб вождів клану О'Дауд.

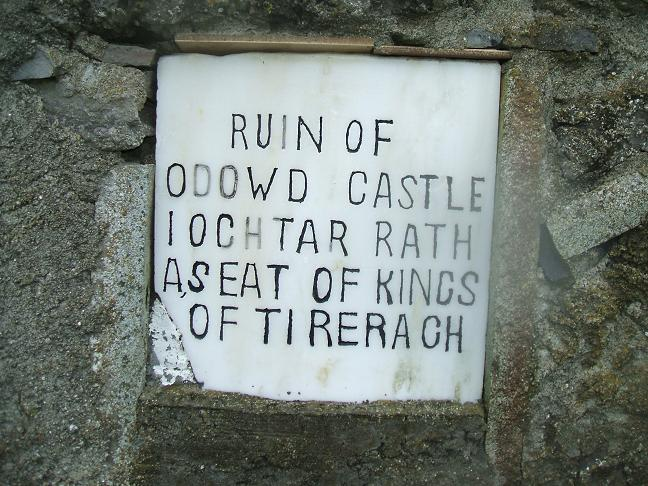
Меморіальна табличка замку вождів клану О'Дауд.

Замок Рослі (англ. Roslee Castle, O'Dowd Castle) — замок О'Дауд — один із замків Ірландії, розташований в графстві Слайго. Нині замок стоїть в руїнах.

## Історія замку Рослі
Замок Рослі був побудований в 1207 році. Замок був збудований та був резиденцією вождів ірландського клану О'Дауд. Замок стоїть на території баронства Тірерах — Західне Слайго. Замок був побудований для Олівера Мак Доннелла, що отримав у володіння ці землі одружившись з вдовою вождя клану О'Дауд. Більша частина замку була зруйнована війнами та часом, але зберігся основна вежа замку. Замок стоїть біля моря — біля пірсу Іскі. Замок нині висотою 63 фути, замок добре простежується з моря, є добрим орієнтиром, у давнину замок називали в зв'язку з цим «Ліжко матроса».
Ірландський клан О'Дауд володів в давні часи землями в графствах Слайго та Мейо. Клан виник у ІХ столітті. Засновником його був Дубда Мак Коннвах (ірл. — Dubda mac Connmhach). Він походив по батьківській лінії з клану Коннахта Ві Фіахрах. Предки Дубда Мак Коннваха були короля Коннахту в VII—VIII століттях. Це були королі Дунхад Муйріскі (ірл. — Dúnchad Muirisci), Індрехтах мак Дунхадо (ірл. — Indrechtach mac Dúnchado), Айлілл Медрайге мак Індрехтайг (ірл. — Ailill Medraige mac Indrechtaig), Донн Кохайд Мак Кахайл (ірл. — Donn Cothaid mac Cathail). Але потім цей клан втарив владу в королівстві, поступившись троном своїм ворогам з клану Ві Брюїн. Генеалогічно клан О'Дауд пов'язаний з кланами О'Шехнессі та Мак Фірбіс. Століттями клан О'Дауд був покровителем клану Мак Фірбіс. До клану Мак Фірбіс належали відомі ірландські історики та письменники, що написали «Велику Книгу Лекана» та «Лебар на н-Генелах». З VIII по XV століття вожді клану О'Дауд були королями невеликого васального королівства Ві Фіахрах Муайде, що входило до скдладу королівства Коннахт. Після повного завоювання Ірландії Англією вони стали лордами Тірерах.
Загалом клан О'Дауд збудував більше 20 замків, більшість з яких нині є повністю або частково зруйнованими. Це замки:
- Замок Лох-Конн
- Замок Маунт-Балкон
- Замок Б'юфілд
- Замок Беллік
- Замок Кастлконнор
- Замок Макнор
- Замок Енніскроун
- Замок Каррахдуфф
- Замок Рахлі
- Замок Росслі
- Замок Дромор
- Замок Дунекой
- Замок Картрон
- Замок Дромард
- Замок Ломфорд
- Замок Флунін
- Замок Баллімот
- Замок Маркрі
- Замок Лох-Гілл
- Замок Драмкліф-Бей

Історію цих замків дослідив історик клану О'Дауд — Конор Мак Хейл. Під час повстання за незалежність Ірландії клан О'Дауд підтримав повстання. Після придушення повстання Олівером Кромвелем всі замки клану О'Дауд були конфісковані. Землі і замки були передані у власність Роберту Моргану. Замки клану О'Дауд стали ареною боїв під час так званих вільямітських (якобітських) війн кінця XVII століття між королем католиком Яковом ІІ та королем протестантом Вільгельмом ІІІ Оранським. Замки клану О'Дауд були зруйновані, закинуті і перетворились на повні руїни. Тільки деякі з них були потім заселені і відновлені і нині функціонують як готелі.